# Baix
Baix är en kommun i departementet Ardèche i regionen Auvergne-Rhône-Alpes i sydöstra Frankrike. Kommunen ligger  i kantonen Chomérac som ligger i arrondissementet Privas. År 2022 hade Baix 1 293 invånare.

## Befolkningsutveckling
Antalet invånare i kommunen Baix
Referens: INSEE